# Melanophryniscus cambaraensis
Espèce
Statut de conservation UICN

 DD  : Données insuffisantes
Melanophryniscus cambaraensis est une espèce d'amphibiens de la famille des Bufonidae.

## Répartition
Cette espèce est endémique de l'État du Rio Grande do Sul au Brésil. Elle  se rencontre à Cambará do Sul, entre 900 et 1 100 m d'altitude.

## Étymologie
Son nom d'espèce, composé de cambara et du suffixe latin -ensis, « qui vit dans, qui habite », lui a été donné en référence au lieu de sa découverte, la municipalité de Cambará do Sul.

## Publication originale
- Braun & Braun, 1979 : Nova espécie de Melanophryniscus Gallardo, 1961 do Estado do Rio Grande do Sul, Brasil (Anura, Bufonidae). Iheringia, sér. Zoologia, Porto Alegre, no 54, p. 7-16 (texte intégral).